# Dragan Đokanović
Dragan Đokanović (ofte blot Dragan Djokanović; serbisk-kyrilisk Драган Ђокановић) (født 20. april 1958 i Sarajevo, Bosnien-Hercegovina ) var en serbisk politiker, læge (pediatric), leder af det demokratiske parti Demokratska Stranka Federalista (D.S.F.).
Der var minister i Republika Srpska (1993.-1994.)

## Reference
1. ↑  "derStandard.at". Arkiveret fra originalen 24. januar 2020. Hentet 20. januar 2021.
2. ↑  "Demokratska Stranka Federalista". Arkiveret fra originalen 6. juni 2010. Hentet 20. januar 2021.
3. ↑  "dragandjokanovic.com". Arkiveret fra originalen 5. juni 2010. Hentet 20. januar 2021.